# کوشنووو (استان وارمی-ماسوری)
کوشنووو (به لهستانی:  Kosinowo) یک روستا در لهستان است که در گمینا پروستکی واقع شده‌است.